# Kitty Hawk (lớp tàu sân bay)
Lớp tàu sân bay Kitty Hawk bao gồm bốn siêu hàng không mẫu hạm được Hải quân Hoa Kỳ chế tạo trong thập niên 1960. Với thiết kế được cải tiến dựa trên lớp tàu sân bay Forrestal dẫn trước, chúng bao gồm Kitty Hawk (CV-63) (1961–2009), Constellation (CV-64) (1961–2003), America (CV-66) (1965–1996), cùng với một biến thể là chiếc John F. Kennedy (CV-67) (1967–2007). Hiện nay tất cả đều đã xuất biên chế.

## Những cải tiến so với lớpForrestal
Những khác biệt lớn nhất so với lớp Forrestal là sàn đáp dài hơn và cách bố trí các thang nâng máy bay: hai thang nâng phía trước đảo cấu trúc thượng tầng, và hai phía sau gồm một chiếc mỗi bên mạn. Việc dời chỗ thang nâng số 4 từ phía trước mạn trái về phía sau mạn trái cải thiện đáng kể việc di chuyển máy bay, vì thang nâng phía trước bên mạn trái trên lớp Forrestal nằm ngay trên hướng hạ cánh hay cất cánh của hộ thống phóng giữa tàu, khiến nó hầu như vô dụng.
Ba xưởng đóng tàu khác nhau đã được huy động vào việc chế tạo các con tàu. Kitty Hawk được đóng tại xưởng New York Shipbuilding Corporation, Constellation tại Xưởng hải quân New York, còn America và John F. Kennedy tại xưởng Newport News Shipbuilding. John F. Kennedy giống như những chiếc dẫn trước về cách sắp xếp sàn cất-hạ cánh và hệ thống động lực, nhưng có nhiều điểm khác biệt đủ để được xem là một lớp phụ, thậm chí có tác giả xem nó là một lớp tàu riêng biệt. Hệ thống động lực bao gồm bốn turbine hơi nước Westinghouse, công suất 280.000 mã lực càng (210.000 kW), bốn trục chân vịt và tám nồi hơi Foster Wheeler có áp lực tối đa 1.200 pound trên inch vuông (8.300 kPa).

## Chế tạo và những khác biệt trong thiết kế
Ba chiếc đầu tiên được thiết kế để bố trí hệ thống tên lửa đất đối không Terrier, tuy nhiên bệ phóng tên lửa và radar điều khiển AN/SPG-55 lại chiếm nhiều chỗ trong khi vai trò lại trùng lặp với khả năng phòng không của những tàu hộ tống, nên sau đó bị tháo dỡ. John F. Kennedy không mang tên lửa Terrier và được chế tạo với tên lửa tầm ngắn hơn thuộc hệ thống tên lửa phòng thủ điểm Sea Sparrow. Mọi chiếc trong lớp sau này đều được trang bị tên lửa Sea Sparrow tiêu chuẩn NATO và hệ thống phòng thủ tầm gần Phalanx CIWS để tự vệ. Đến năm 2001, Kitty Hawk nhận được hai bệ phóng tên lửa Rolling Airframe Missile thay thế cho dàn Sea Sparrow phía trước và thiết bị Phalanx CIWS. Một bộ chiến tranh điện tử SLQ-32 được bổ sung trong Chương trình Kéo dài tuổi thọ Phục vụ (SLEP Service Life Extension Program) trên Kitty Hawk và Constellation.
America có nhiều điểm khác biệt so với những chiếc dẫn trước trong lớp. Thay vì có hai mỏ neo phía trước, gồm một chiếc mỗi bên mạn, America không có mỏ neo bên mạn trái và thêm một mỏ neo phía đuôi tàu; thay đổi này là nhằm lấy chỗ trang bị một dàn sonar AN/SQS-23. Nó trở thành chiếc tàu sân bay Hoa Kỳ duy nhất sau Thế Chiến II được trang bị sonar, nhưng cuối cùng cũng bị tháo dỡ vào đầu những năm 1980. Nó cũng có một ống khói hẹp hơn so với những chiếc trước đó.

### Lớp phụJohn F. Kennedy
John F. Kennedy nguyên dự định là chiếc thứ tư trong lớp tàu sân bay Kitty Hawk, tuy nhiên do nó nhận được nhiều cải biến trong quá trình chế tạo nên đã hình thành nên một lớp phụ của riêng nó, mà một số tác giả xem nó như một lớp tàu riêng biệt. John F. Kennedy thay đổi cách bố trí mỏ neo phía trước để dự định trang bị bổ sung sonar, nhưng chưa hề được trang bị. Nó cũng dự định được vận hành bằng năng lượng nguyên tử, nhưng kế hoạch đã không được Quốc hội thông qua và nó được chế tạo với động cơ năng lượng thông thường. Ống khói của nó cũng khác biệt khi được đặt nghiêng ra bên ngoài nhằm hướng hơi khói ra xa khỏi sàn đáp. Góc cuối của sàn đáp chéo góc cũng khác biệt so với những chiếc lớp Kitty Hawk khác, gần giống như với lớp Nimitz. John F. Kennedy cũng ngắn hơn 17 ft (5,2 m) so với những chiếc lớp Kitty Hawk khác.

## Xuất biên chế
Từ năm 1987 đến năm 1991, Kitty Hawk được đại tu tại Xưởng hải quân Philadelphia với chi phí 785 triệu Đô-la trong khuôn khổ Chương trình Kéo dài Vòng đời phục vụ (SLEP: Service Life Extension Program). Sau đó từ năm 1990 đến năm 1992, Constellation cũng được nâng cấp tương tự với chi phí 800 triệu Đô-la cùng tại Xưởng hải quân Philadelphia. Chương trình này dự định sẽ kéo dài thời gian phục vụ của các con tàu thêm 15 năm. John F. Kennedy không được đại tu theo Chương trình SLEP, thay vào đó nó được nâng cấp từ năm 1993 đến năm 1995 với phí tổn 491 triệu Đô-la. Đây là dự án sau cùng mà Xưởng hải quân Philadelphia thực hiện trước khi xưởng tàu bị đóng cửa. America cũng được dự định để nâng cấp theo chương trình tương tự tiếp theo sau Constellation; tuy nhiên nó lại được cho xuất biên chế vào ngày 9 tháng 8, 1996, trong một giai đoạn mà ngân sách quốc phòng bị cắt giảm sau khi Chiến tranh Lạnh đã kết thúc. America ở trong một tình trạng vật chất rất tệ hại khi nó ngừng hoạt động, nên đã không được giữ lại để bảo tồn cho dù có những giá trị lịch sử. Nó được sử dụng như một mục tiêu thực hành tác xạ, và bị đánh đắm vào ngày 14 tháng 5, 2005.
Constellation được cho xuất biên chế vào ngày 7 tháng 8, 2003, và tiếp theo đó là John F. Kennedy vào ngày 23 tháng 3, 2007. Chỉ còn lại Kitty Hawk tiếp tục phục vụ cho đến đầu năm 2008, khi nó được chiếc George Washington (CVN-73) thay thế để phục vụ trên tuyến đầu tại Nhật Bản. Nó quay trở về Hoa Kỳ sau khi chuyển giao, và xuất biên chế vào ngày 12 tháng 5, 2009.

## Những chiếc trong lớp
| Tên                      | Xưởng tàu                                             | Đặt hàng          | Đặt lườn          | Hạ thủy          | Nhập biên chế     | Xuất biên chế    | Số phận                                  | Nguồn          |
| lớp Kitty Hawk           | lớp Kitty Hawk                                        | lớp Kitty Hawk    | lớp Kitty Hawk    | lớp Kitty Hawk   | lớp Kitty Hawk    | lớp Kitty Hawk   | lớp Kitty Hawk                           | lớp Kitty Hawk |
| ------------------------ | ----------------------------------------------------- | ----------------- | ----------------- | ---------------- | ----------------- | ---------------- | ---------------------------------------- | -------------- |
| Kitty Hawk               | New York Shipbuilding Corporation, Camden, New Jersey | 1 tháng 10, 1955  | 27 tháng 12, 1956 | 21 tháng 5, 1960 | 29 tháng 4, 1961  | 12 tháng 5, 2009 | Sẽ bị tháo dỡ                            |                |
| Constellation            | New York Naval Shipyard, New York                     | 1 tháng 7, 1956   | 14 tháng 9, 1957  | 8 tháng 10, 1960 | 27 tháng 10, 1961 | 7 tháng 8, 2003  | Tháo dỡ tại Brownsville, 2015            |                |
| America                  | Newport News Shipbuilding, Newport News, Virginia     | 25 tháng 11, 1960 | 9 tháng 1, 1961   | 1 tháng 2, 1964  | 23 tháng 1, 1965  | 9 tháng 8, 1996  | đánh chìm như mục tiêu, 14 tháng 5, 2005 |                |
| biến thể John F. Kennedy |                                                       |                   |                   |                  |                   |                  |                                          |                |
| John F. Kennedy          | Newport News Shipbuilding, Newport News, Virginia     | 30 tháng 4, 1964  | 22 tháng 10, 1964 | 27 tháng 5, 1967 | 7 tháng 9, 1968   | 23 tháng 3, 2007 | Sẽ bị tháo dỡ                            |                |

## Những hình ảnh

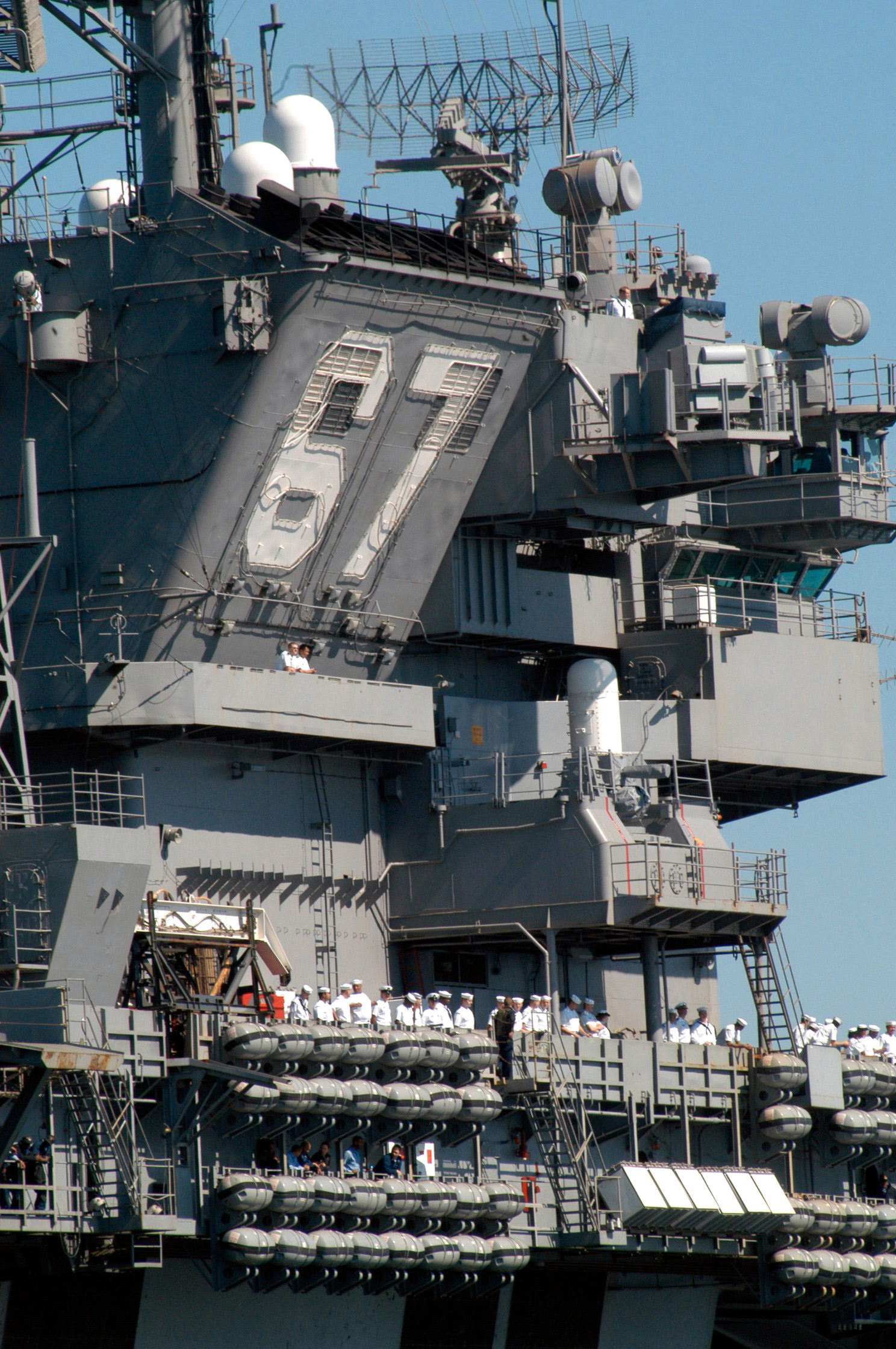
Ống khói của John F. Kennedy nghiêng ra phía ngoài để giúp phân tán khói xa sàn đáp.
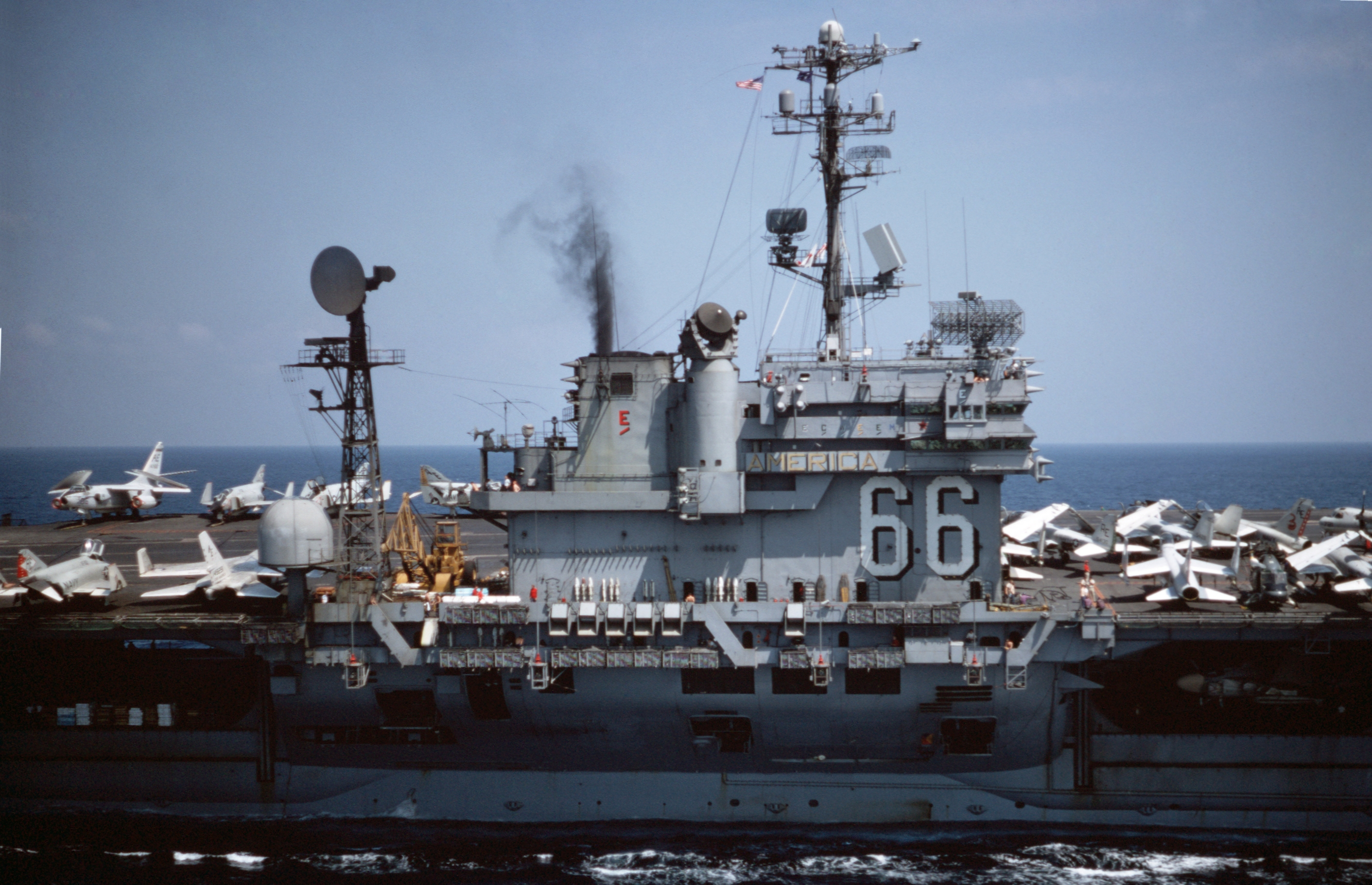
Đảo cấu trúc thượng tầng của America vào giữa những năm 1970, vẫn còn trang bị radar AN/SPG-55 để dẫn đường tên lửa Terrier.
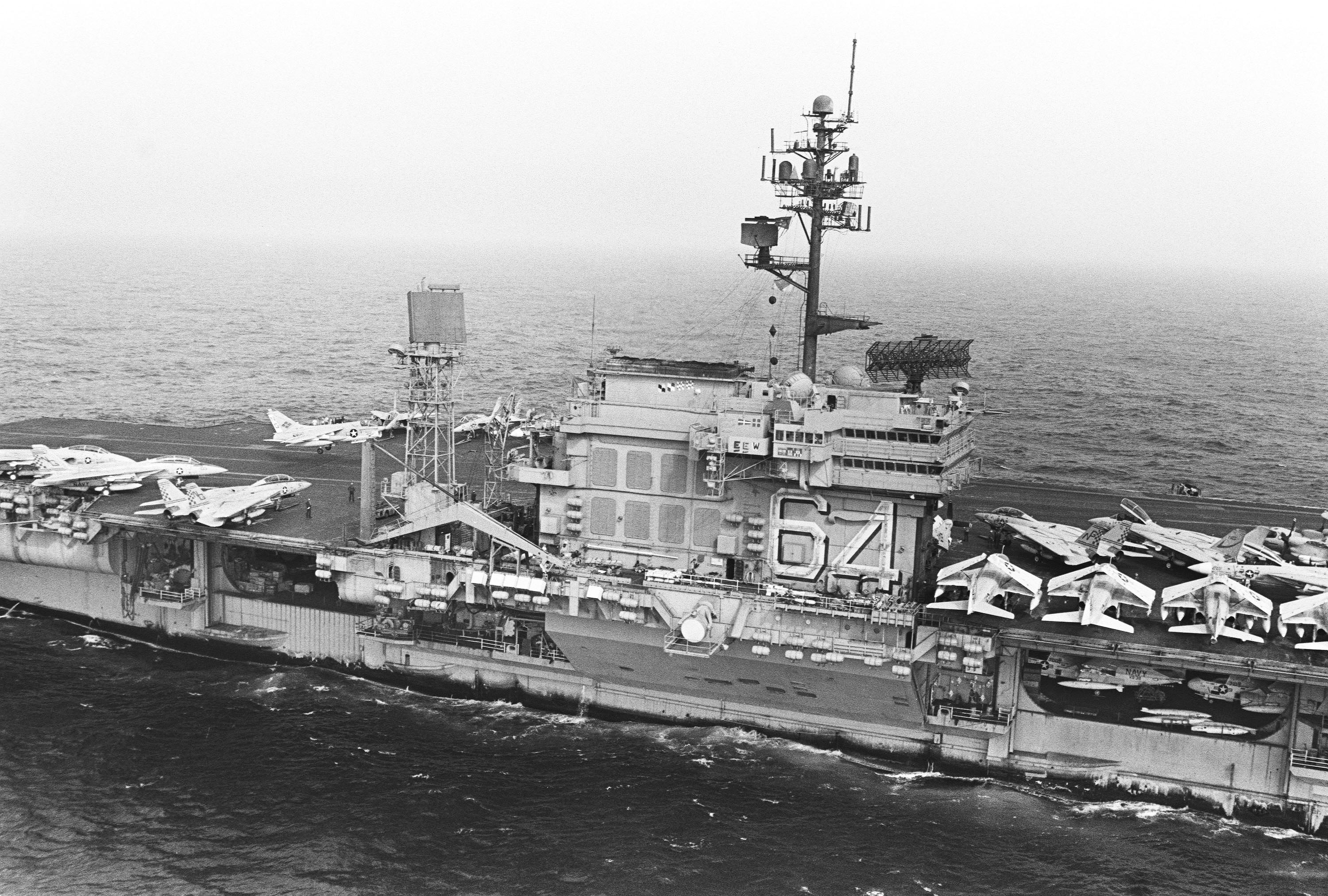
Đảo cấu trúc thượng tầng của Constellation vào đầu những năm 1980, lưu ý khác biệt cấu hình ống khói so với America và John F. Kennedy, và vị trí của radar dẫn đường tên lửa Terrier.
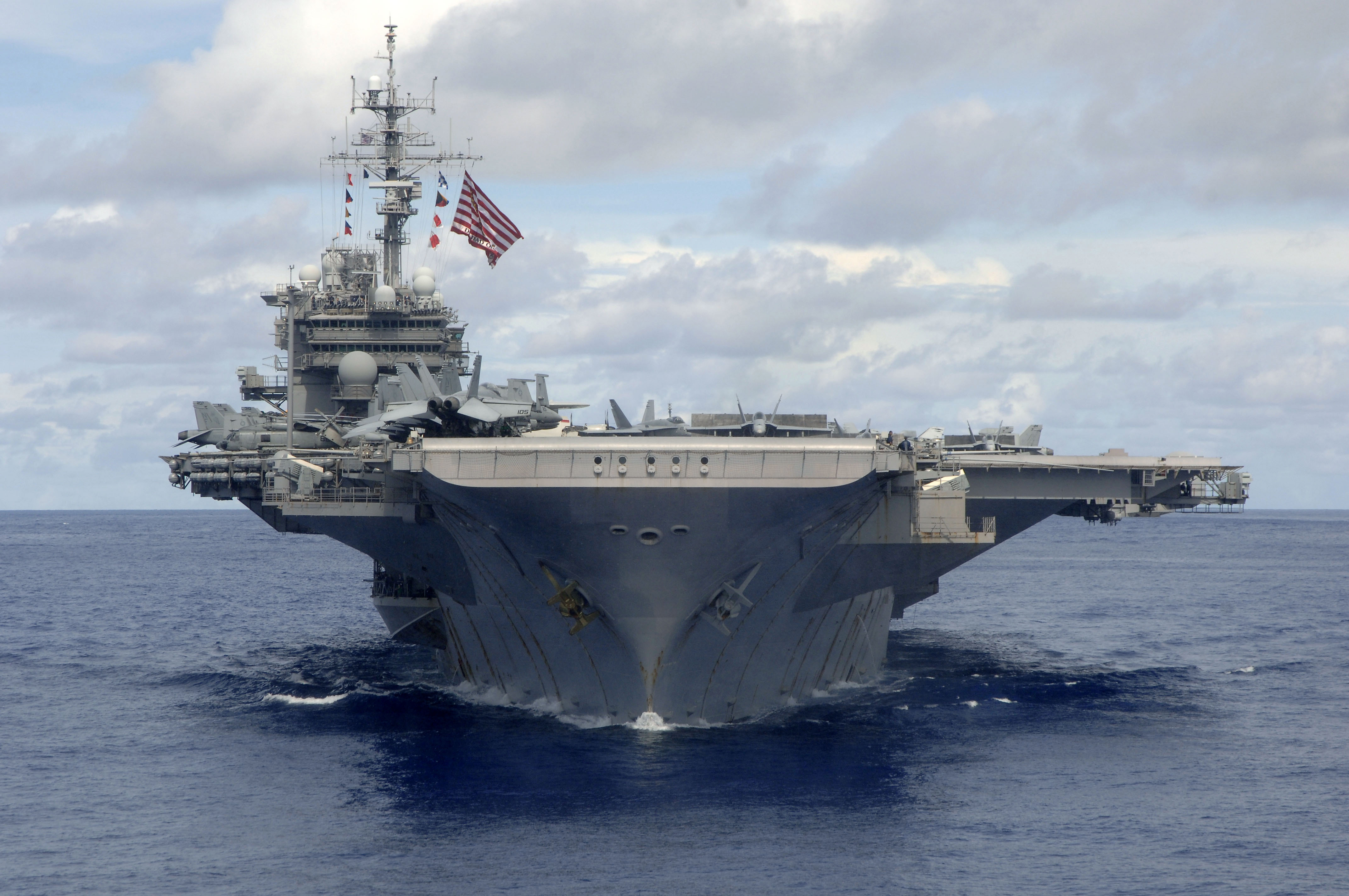
Nhìn từ phía mũi Kitty Hawk, 1970. Lưu ý vị trí của mỏ neo phía trước và bệ phóng tên lửa Rolling Airframe ở cả hai bên mạn thay cho CIWS và NSSM.
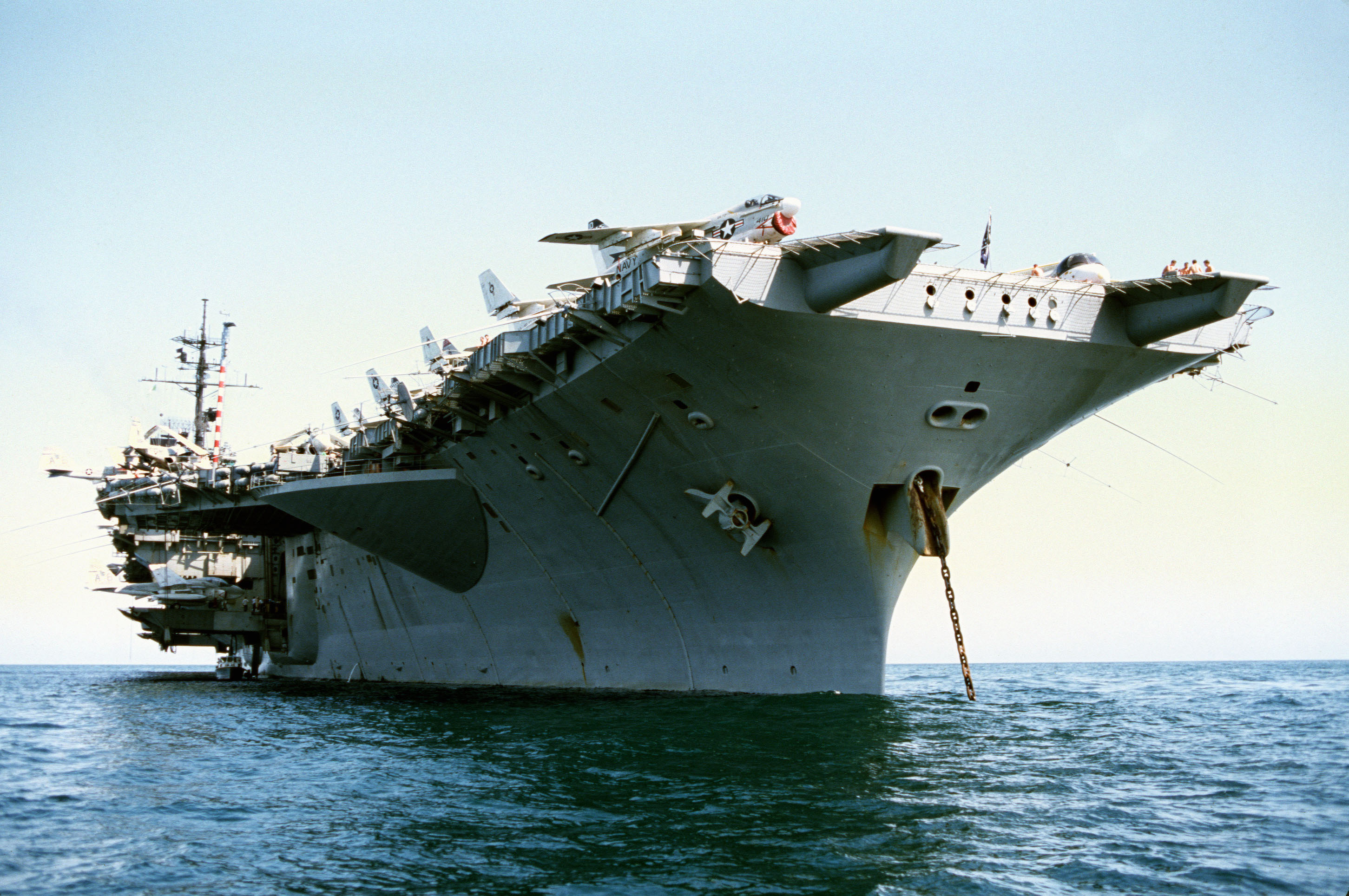
Mũi tàu của America với những khác biệt về mỏ neo so với những chiếc trước đó.
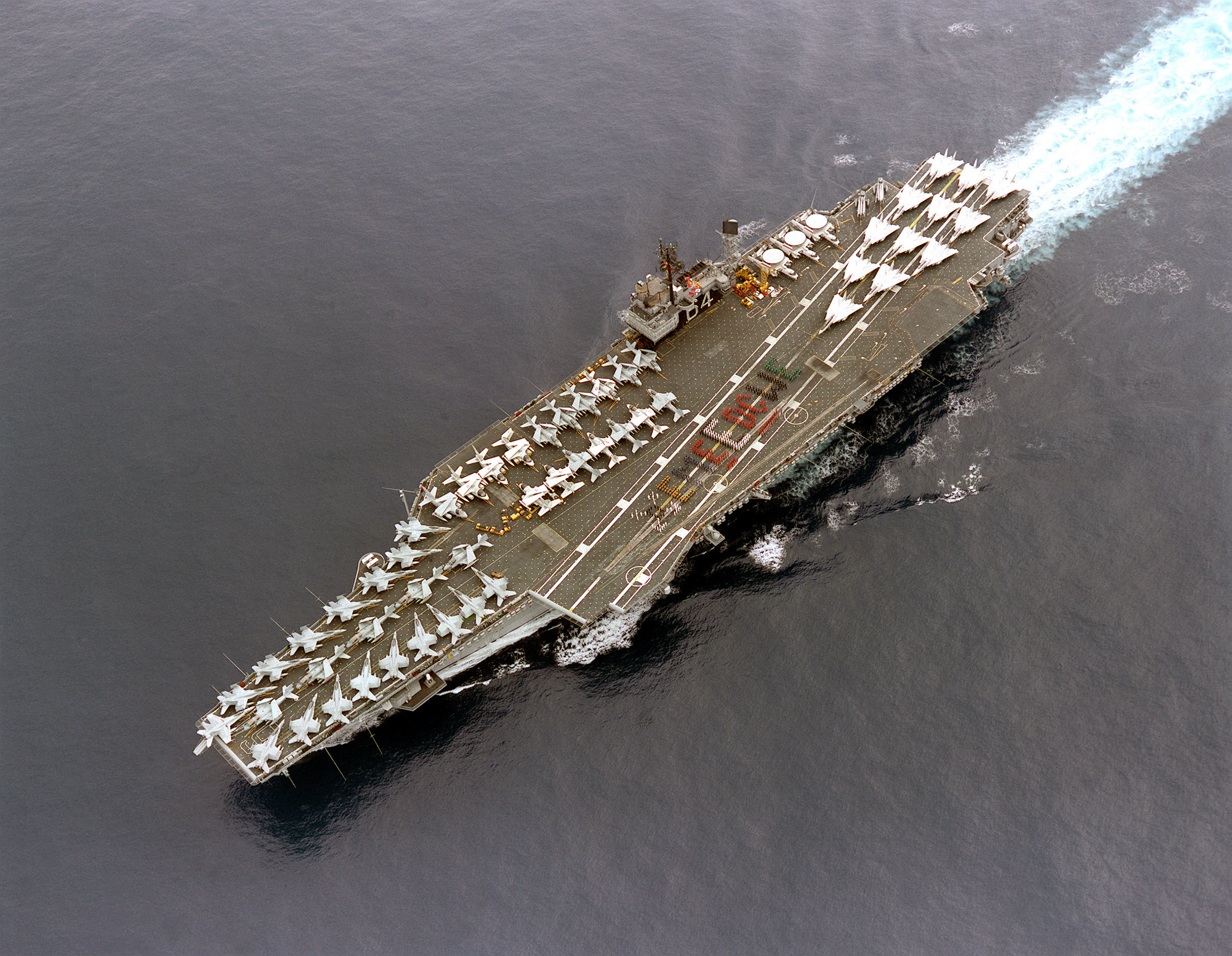
Không ảnh của Constellation, trình bày hình dạng và cách bố trí sàn đáp.
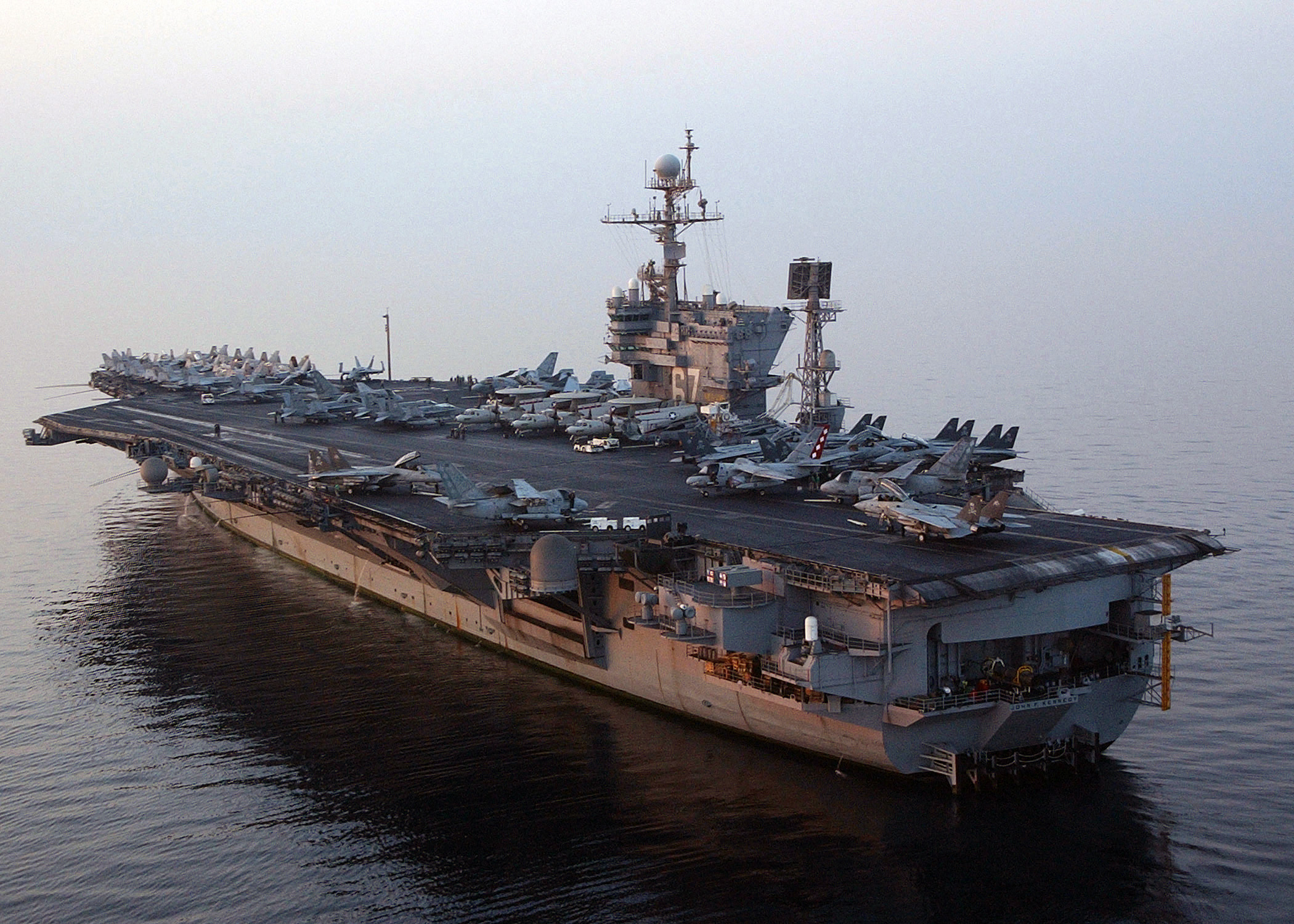
Đuôi tàu bên mạn trái của John F. Kennedy, trình bày thang nâng và vũ khí phòng không.
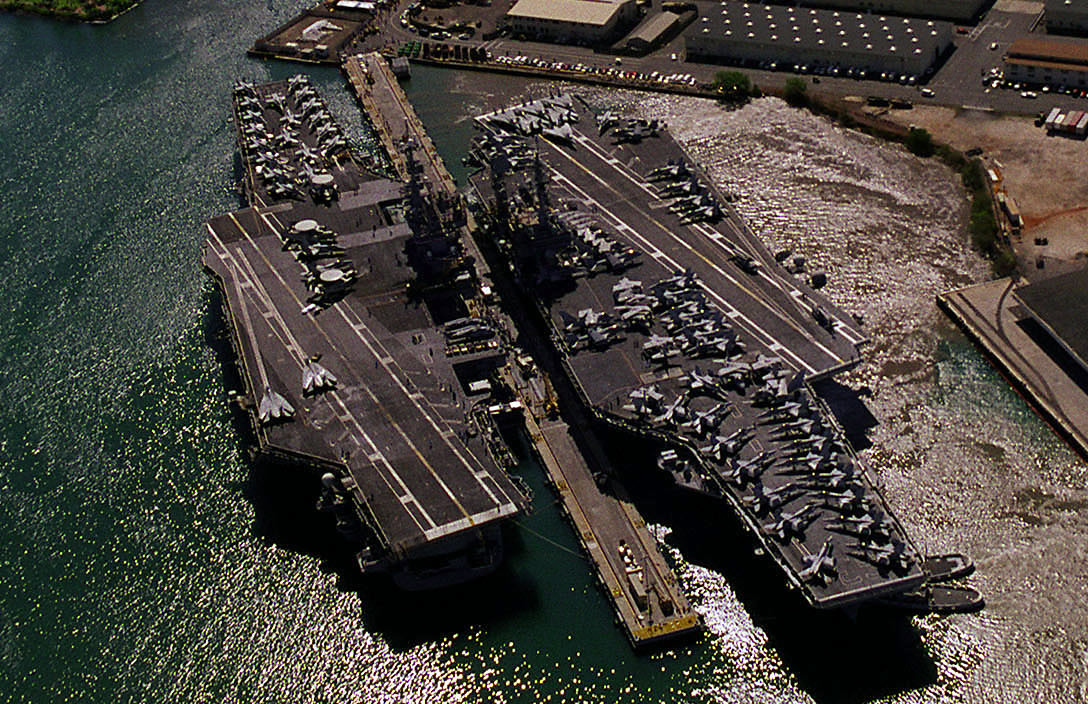
Independence (bên trái), một chiếc lớp Forrestal, và Kitty Hawk (bên phải)
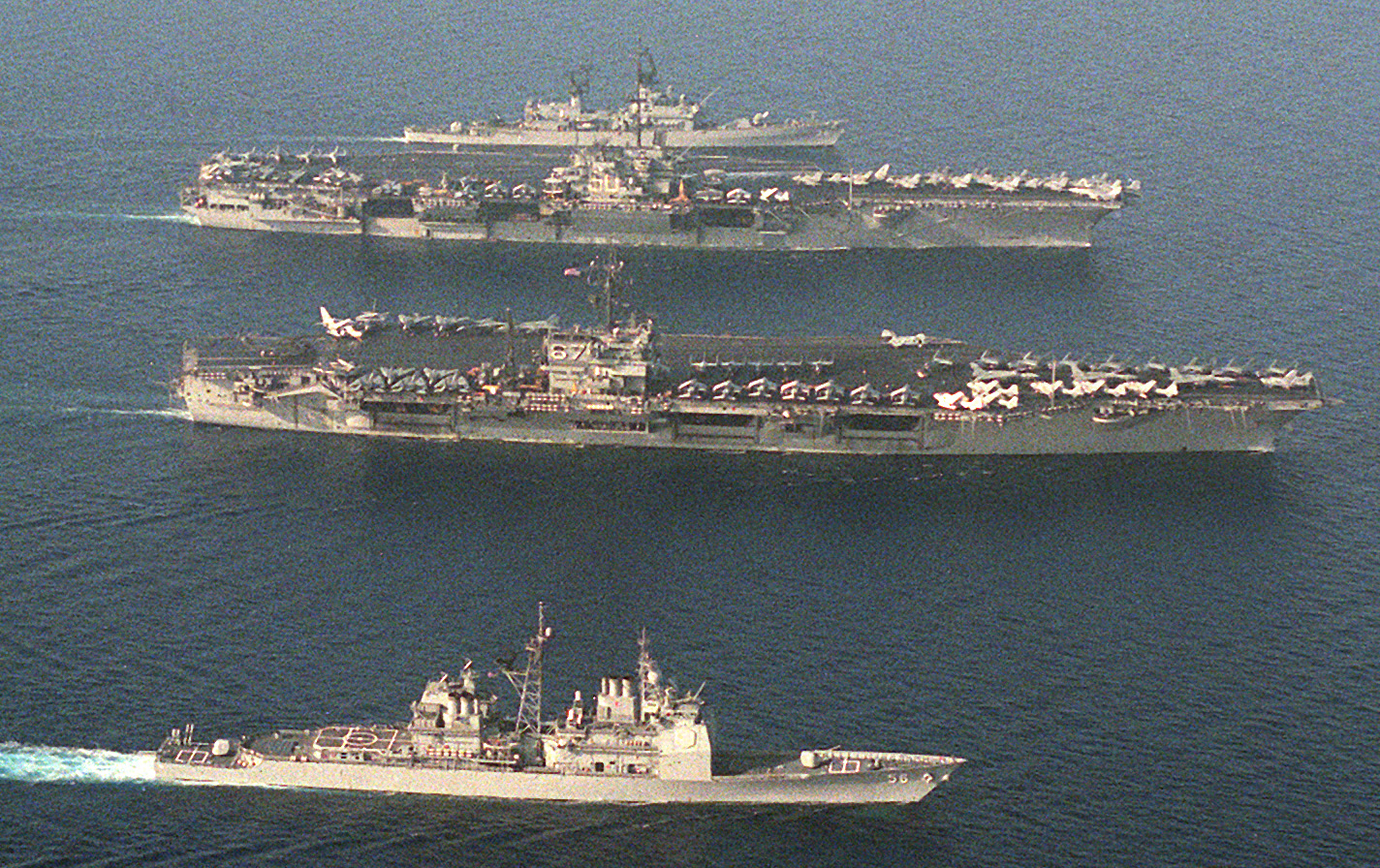
John F. Kennedy và Saratoga, một chiếc lớp Forrestal. Lưu ý khác biệt về cách bố trí thang nâng máy bay.